# Rapa mosquera

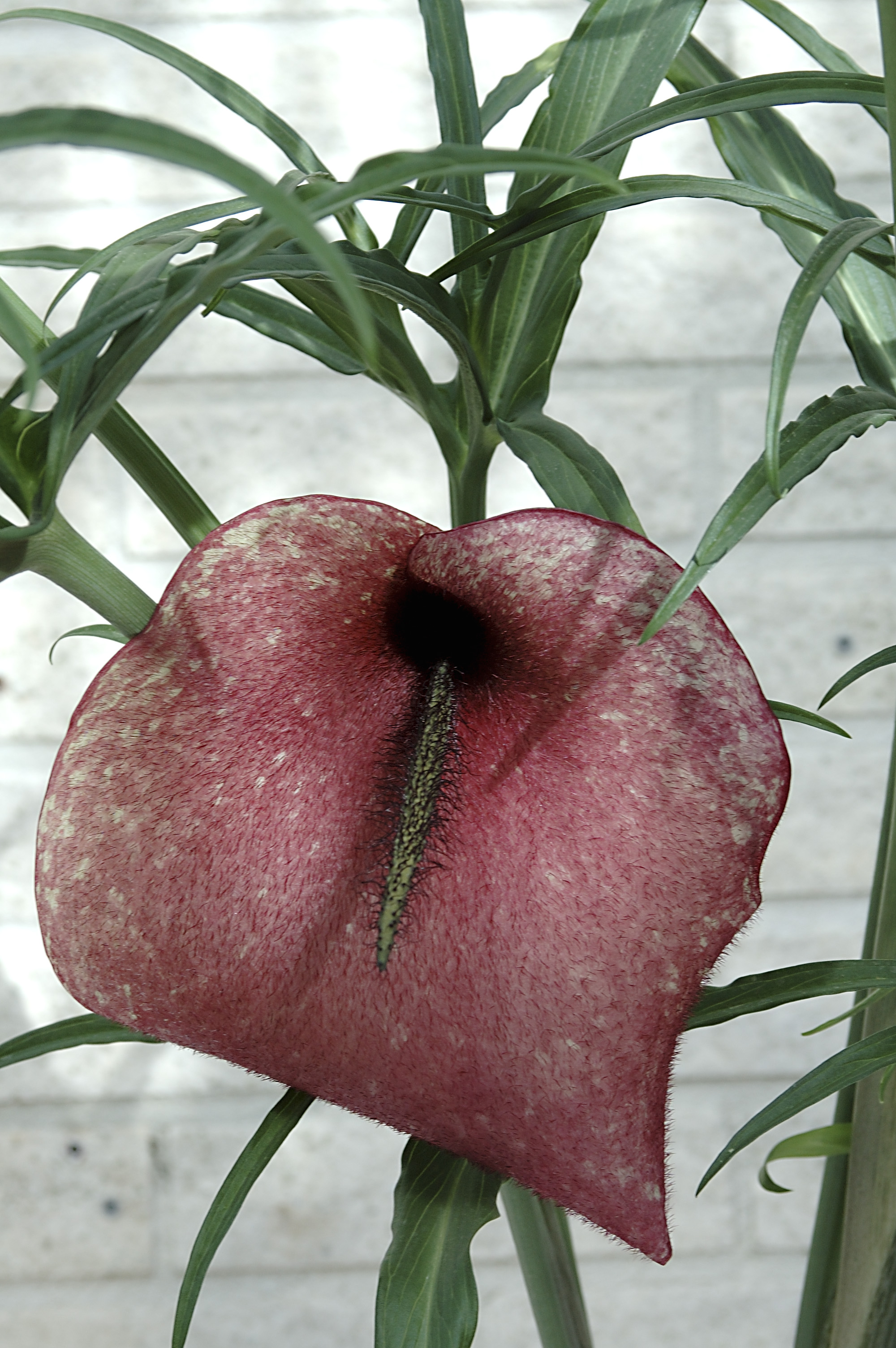
Flor de rapa mosquera

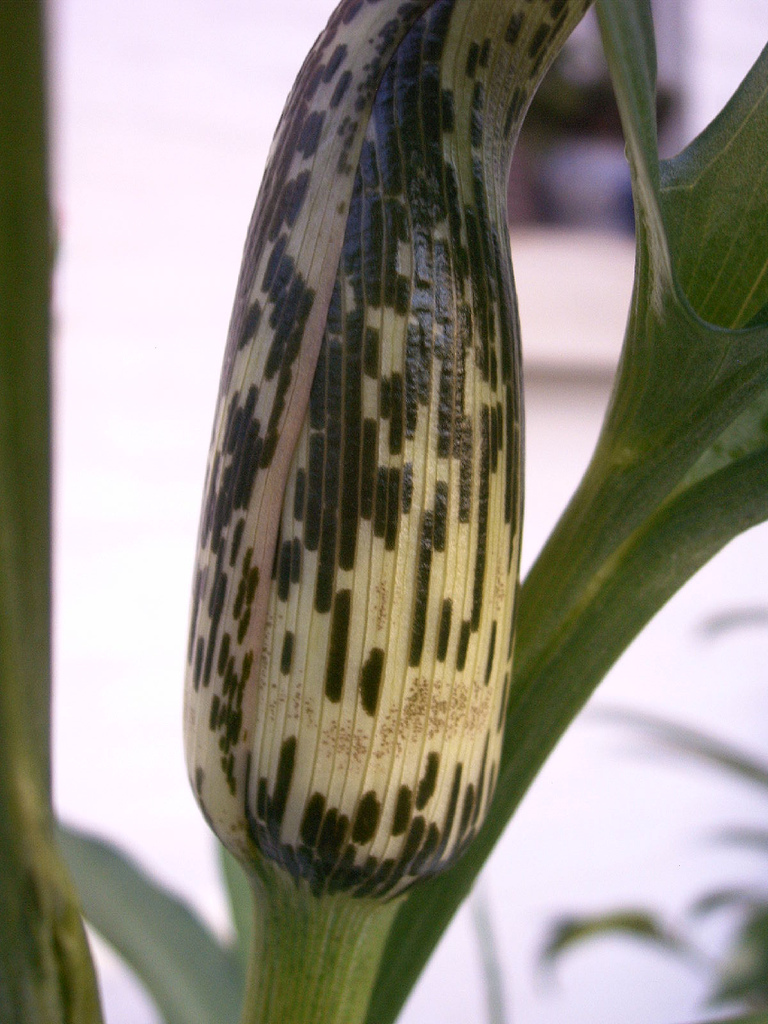
Flor tancada

La rapa mosquera, rapa pudenta o orella de porc (Helicodiceros muscivorus) és l'única espècie del gènere monotípic de plantes amb flors Helicodiceros pertanyent a la familia Araceae. És endèmica de les Illes Balears, Còrsega i Sardenya. Creix normalment prop de la costa, a llocs pedregosos.

## Descripció
Es tracta d'una planta herbàcia amb fulles de color verd fosc, que surten d'un tubercle de fins a 15 centímetres de longitud. La part més destacable de la planta és la flor, que reprodueix l'olor de la carn en descomposició per tal d'atreure les mosques que actuaran com a pol·linitzadors.
És una de les poques plantes termogèniques, és a dir, que pot elevar la seva temperatura, independentment de la temperatura ambiental. Aquest fet l'ajuda a atreure els insectes pol·linitzadors.

## Ecologia
A les Gimnèsies, i especialment a l'illa de l'Aire (Menorca), la rapa mosquera presenta una forta interacció amb la sargantana gimnèsica, que s'alimenta de les mosques atretes per les flors de la planta. La rapa mosquera no obté cap benefici de la presència dels rèptils durant la floració, ja que aquests es mengen els seus pol·linitzadors. Quan els fruits són madurs, en canvi, les sargantanes se'ls menjen, encarregant-se així de dispersar les llavors. L'enorme densitat de rapa mosquera a l'illa de l'Aire, i probablement a altres illots de les Balears, es deu a l'activitat dispersora de les sargantanes.

## Sinonímia
- Arum muscivorum L.f., Suppl. Pl.: 410 (1782).
- Dracunculus muscivorus (L.f.) Parl., Fl. Ital. 2: 252 (1857).
- Arum crinitum Aiton, Hort. Kew. 3: 314 (1789).
- Arum spirale Salisb., Prodr. Stirp. Chap. Allerton: 259 (1796).
- Dracunculus crinitus Schott in H.W.Schott & Endl., Melet. Bot.: 17 (1832), nom. illeg.
- Megotigea crinita Raf., Fl. Tellur. 3: 64 (1837).
- Helicodiceros crinitus (Raf.) Schott, Oesterr. Bot. Wochenbl. 3: 369 (1853), nom. illeg.
- Dracunculus muscivorus var. caprariensis Romo, Fl. Silvestres Baleares: 393 (1994)